# Mack Mattingly

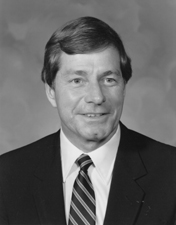
Mack Mattingly

Mack Francis Mattingly (* 7. Januar 1931 in Anderson, Indiana) ist ein ehemaliger US-amerikanischer Politiker der Republikanischen Partei. Von 1981 bis 1987 vertrat er den US-Bundesstaat Georgia im US-Senat.

## Biographie
Mattingly wurde in Anderson geboren, wo er auch aufwuchs. In den frühen 1950er Jahren tat er Militärdienst in der United States Air Force. Er wurde auf dem Hunter Army Airfield in Savannah in Georgia stationiert. Nach seinem Militärdienst studierte er an der Indiana University Marketing. Sein Studium schloss er 1957 mit einem Bachelor of Science ab. Anschließend war er 20 Jahre bei IBM in Georgia tätig. Er stieg dann bei IBM aus und gründete seine eigene Firma, M's Inc. In: Brunswick.
Ab den frühen 1960er Jahren engagierte sich Mattingly in der Republikanischen Partei. 1966 kandidierte er erfolglos für einen Sitz im Repräsentantenhaus der Vereinigten Staaten. Zwischen 1968 und 1975 war er stellvertretender Vorsitzender der Republikaner in Georgia, anschließend für zwei Jahre deren Vorsitzender. 1980 konnte er sich dann bei den Wahlen um den Senatssitz von Herman Talmadge mit knapp 30.000 Stimmen gegen den Amtsinhaber durchsetzen. Anschließend vertrat er von 1981 bis 1987 Georgia, gemeinsam mit Sam Nunn, im US-Senat. Mattingly war der erste Republikaner seit der Reconstruction, der Georgia im Senat vertrat. Während seiner Amtszeit war er Mitglied in den folgenden Ausschüssen: United States Senate Committee on Appropriations, United States Senate Committee on Banking, Housing, and Urban Affairs, United States Senate Committee on Homeland Security and Governmental Affairs, United States Congress Joint Economic Committee sowie dem United States Senate Select Committee on Ethics. Bei der Wahl 1986 konnte sich Mattingly nicht gegen seinen demokratischen Gegenkandidaten Wyche Fowler durchsetzen.
Nach seinem Ausscheiden aus dem Senat wurde Mattingly 1987 von US-Präsident Ronald Reagan zum Assistant secretary-general for defense support for NATO in Brüssel berufen. 1992 wurde er von Präsident George Bush als Nachfolger von Dick Carlson zum Botschafter der Vereinigten Staaten auf den Seychellen ernannt. Er verblieb dort bis 1993. Anschließend zog er sich ins Privatleben zurück. 2000 trat er nochmal in der Öffentlichkeit in Erscheinung, als er gegen Zell Miller bei der Senatswahl unterlag.
Mattingly war von 1957 bis zu ihrem Tod 1997 mit Carolyn verheiratet. Gemeinsam haben beiden zwei Töchter. Seit 1998 ist er in zweiter Ehe mit Leslie verheiratet. Gemeinsam leben beide in St. Simons. 